# Серокомля (гміна)
Гміна Серокомля (пол. Gmina Serokomla) — сільська гміна у східній Польщі. Належить до Луківського повіту Люблінського воєводства.
Станом на 31 грудня 2011 у гміні проживало 4241 особа.

## Площа
Згідно з даними за 2007 рік площа гміни становила 77.23 км², у тому числі:
- орні землі: 81.00%
- ліси: 13.00%

Таким чином, площа гміни становить 5.54% площі повіту.

## Населення
Станом на 31 грудня 2011:
| Опис     | Загалом | Загалом | Чоловіки | Чоловіки | Жінки | Жінки |
| -------- | ------- | ------- | -------- | -------- | ----- | ----- |
| одиниця  | осіб    | %       | осіб     | %        | осіб  | %     |
| все      | 4241    | 100     | 2089     | 49.26    | 2152  | 50.74 |
| міське   | 0       | 100     | 0        |          | 0     |       |
| сільське | 4241    | 100     | 2089     | 49.26    | 2152  | 50.74 |

## Сусідні гміни
Гміна Серокомля межує з такими гмінами: Адамув, Єзьожани, Коцьк, Войцешкув.

## Див.також
- Сирокомля (герб)